# 羅達科韋
48°33′28″N 39°1′43″E / 48.55778°N 39.02861°E
羅達科韋（烏克蘭語：Родакове）是位於烏克蘭東部盧甘斯克州阿爾切夫斯克區濟莫希里亞市鎮的鎮。該鎮始建於1910年，面積9.94平方公里，2011年人口6,292，人口密度每平方公里633人。